# Tofalhas
Tofalhas (en francès Touffailles) és un municipi francès situat al departament de Tarn i Garona i a la regió d'Occitània.

## Demografia
| 1962                                       | 1968 | 1975 | 1982 | 1990 | 1999 | 2006 |
| ------------------------------------------ | ---- | ---- | ---- | ---- | ---- | ---- |
| 355                                        | 398  | 361  | 361  | 359  | 346  | 381  |
| Des de 1962: població sense dobles comptes |      |      |      |      |      |      |

## Administració
| Període | Identitat     | Partit |
| ------- | ------------- | ------ |
| 2001-   | André Couderc |        |